# Queer studia
Queer studia (anglicky queer studies) představují interdisciplinární (mezioborovou) vědní a studijní disciplínu, jejímž středem zájmu je sexuální orientace a genderová identita. Obvykle se zaměřuje na lesby, gaye, bisexuální, transgender a intersexuální osoby a LGBT kulturu. Někdy jsou queer studia univerzitami nazývána jako studia sexuální diverzity (anglicky sexual diversity studies), studia sexualit (sexualities studies) nebo LGBTQ studia (kde Q značí „questioning“ či „queer“).
Původně se soustředila zejména na LGBT historii a literární teorii, později při svém zájmu o identitu, život, historii a přijímání queer lidí expandovala také do oblastí biologie, sociologie, antropologie, filosofie, psychologie, sexuologie, politologie, etiky a dalších věd. Profesorka Marianne LaFrance z Yaleovy univerzity
k tomu uvádí: „Nyní se neptáme už jen na to, co způsobuje homosexualitu, ale také co způsobuje heterosexualitu a proč je sexualita pro některé lidi tak důležitá.“